# Comuna Pavlohirkivka, Bobrîneț
Pavlohirkivka (în ucraineană Павлогірківка) este o comună în raionul Bobrîneț, regiunea Kirovohrad, Ucraina, formată din satele Bredîhîne, Pavlohirkivka (reședința) și Poleana.

## Demografie
Componența lingvistică a comunei Pavlohirkivka
     Ucraineană (97,12%)
     Rusă (1,19%)
     Alte limbi (1,36%)
Conform recensământului din 2001, majoritatea populației comunei Pavlohirkivka era vorbitoare de ucraineană (97,12%), existând în minoritate și vorbitori de rusă (1,19%).